# Centruroides koesteri
Centruroides koesteri is een schorpioenensoort uit de familie Buthidae die voorkomt in Midden-Amerika. Centruroides koesteri is 6 tot 8 cm groot.
Het verspreidingsgebied van Centruroides koesteri omvat Honduras, Nicaragua en het noordwesten van Costa Rica (Guanacaste en Nicoya). De soort komt voor droogbosgebieden.